# フランス国立射撃場
国立射撃場（こくりつしゃげきじょう、フランス語: Centre National de Tir; CNTS）は、フランス射撃連盟（FFTir）が有するフランスのシャトールーに所在する射撃場。 オリンピック競技や国際射撃連盟、国際実用射撃連盟及び国際狩猟武器射撃連盟のクレー射撃に対応する射撃施設を有する。
2016年3月31日に着工。2017年8月の2017年IPSCハンドガンワールドシュートが同施設で開催された最初の大規模な大会となった。2018年に竣工した。
2022年には新しい施設が増設されたことにより、ヨーロッパでは最大の射撃場となった。2024年パリオリンピックでは全ての屋内射撃競技の決勝会場として使用された。

## 脚註
1. ↑  “Centre national de tir - Châteauroux Métropole”. www.chateauroux-metropole.fr. 2016年11月6日時点のオリジナルよりアーカイブ。2016年12月21日閲覧。
2. ↑  “Le Centre national de tir à portée des championnats”. lanouvellerepublique.fr (2017年5月12日). 2024年1月1日閲覧。
3. ↑  “New National Shooting Centre CNTS inaugurated in France”. ISSF. 2024年1月1日閲覧。
4. ↑  “Shooting at the Paris 2024 Olympics” (英語). BBC Sport (2024年6月7日). 2024年6月9日時点のオリジナルよりアーカイブ。2024年8月2日閲覧。
5. ↑  “Chateauroux Shooting Centre | Paris 2024” (英語). Olympics.com. 2024年7月28日時点のオリジナルよりアーカイブ。2024年8月2日閲覧。